# Clem Bevans
Clem Bevans est un acteur américain, né le 16 octobre 1879 à Cozaddale, dans l'Ohio, et mort le 11 août 1963 à Woodland Hills, en Californie (États-Unis).

## Filmographie
- 1935 : À travers l'orage (Way Down East) d'Henry King : Doc Wiggin
- 1936 : Every Sunday de Felix E. Feist : Man playing checkers
- 1936 : Two in Revolt de Glenn Tryon : Mr. Woods
- 1936 : Rhythm on the Range de Norman Taurog : Gila Bend
- 1936 : The Phantom Rider de Ray Taylor : Mr. Hudson (chap 11-13)
- 1936 : Le Vandale (Come and Get It) de Howard Hawks : Gunnar Gallagher
- 1937 : Dangerous Number de Richard Thorpe : Monte Christo (actor friend)
- 1937 : Angel's Holiday de James Tinling : Sheriff
- 1937 : Mountain Music (en) : Medicine show spectator
- 1937 : Riding on Air (en) d'Edward Sedgwick : The sheriff
- 1937 : Marry the Girl de William C. McGann : W.W. McIntosh
- 1937 : Le Couple invisible (Topper) de Norman Z. McLeod : Board Member
- 1937 : L'Or et la Femme (The Toast of New York) de Rowland V. Lee : Hungry panhandler
- 1937 : La Grande Ville (The Big City) de Frank Borzage : Grandpa Sloane
- 1937 : L'Idole de la foule (Idol of the Crowds) d'Arthur Lubin : Andy Moore
- 1938 : Of Human Hearts de Clarence Brown : Elder Massey
- 1938 : Miracle Money de Leslie Fenton : Mr. Greene
- 1938 : One Wild Night d'Eugene Forde : Deaf old man
- 1938 : Young Fugitives de John Rawlins : Benjie Collins
- 1938 : Mr. Chump : Pop
- 1938 : La Vallée des géants (Valley of the Giants) : Clem (old man)
- 1938 : Hold That Co-ed : Judkins
- 1938 : Comet Over Broadway : Lem Benson
- 1938 : Tom Sawyer détective (Tom Sawyer, Detective) de Louis King : Sheriff Slocum
- 1939 : Stand Up and Fight : Bum in jail
- 1939 : Hommes sans loi (King of the Underworld) de Lewis Seiler : Villager #3
- 1939 : Ambush : Pop Stebbins
- 1939 : Je suis un criminel (They Made Me a Criminal) : Second fight ticket taker
- 1939 : Idiot's Delight : Jimmy Barzek
- 1939 : Yes, My Darling Daughter : Henry (baggage man)
- 1939 : Terreur à l'ouest (The Oklahoma Kid) : Postman
- 1939 : Les Conquérants (Dodge City) : Charley (the barber)
- 1939 : Deux bons copains (Zenobia) : Sheriff
- 1939 : Outside These Walls : Smedley
- 1939 : The Kid from Kokomo (it) de Lewis Seiler : Man who didn't turn around
- 1939 : Undercover Doctor : Sam Whitmore
- 1939 : Help Wanted
- 1939 : Yankee Doodle Goes to Town : Curdleface
- 1939 : Maisie : Station agent
- 1939 : Hell's Kitchen : Mr. Jim Quill
- 1939 : Cowboy Quarterback : Lem, the Mailman
- 1939 : Night Work : Smokestack Smiley (grandfather)
- 1939 : Tonnerre sur l'Atlantique (Thunder Afloat) de George B. Seitz : 'Cap' Finch
- 1939 : Main Street Lawyer : Zeke
- 1940 : Granny Get Your Gun : Smokey
- 1940 : La Jeunesse d'Edison (Young Tom Edison) : Mr. Waddell
- 1940 : Abraham Lincoln (Abe Lincoln in Illinois) : Ben Mattingly
- 1940 : Half a Sinner (en) d'Al Christie : Snuffy
- 1940 : 20 Mule Team : Chuckawalla
- 1940 : The Captain Is a Lady (en) de Robert B. Sinclair : Samuel Darby
- 1940 : Untamed : 'Smokey' Moseby, the Blind Man
- 1940 : Gold Rush Maisie : 'Pop' Graybeard (gives Maisie a ride)
- 1940 : Girl from God's Country : Ben
- 1940 : Calling All Husbands : Judge Todd
- 1940 : Wyoming : Pa McKinley
- 1940 : Who Killed Aunt Maggie? : Driver
- 1940 : Chercheurs d'or (Go West) : Railroad official
- 1940 : She Couldn't Say No : Eli Potter
- 1941 : Sergent York (Sergeant York) : Zeke
- 1941 : The Parson of Panamint (en) de William C. McGann : Crabapple Jones
- 1941 : 'Smiling Ghost, The' : Sexton at cemetery
- 1941 : Texas, de George Marshall : Spectateur à la bagarre d'Abilene
- 1941 : Pacific Blackout : Midas plant night watchman
- 1942 : Le meurtrier s'est échappé (Fly-by-Night) de Robert Siodmak : Train station watchman
- 1942 : Les Chevaliers du ciel (Captains of the Clouds) : Sam 'Store-Teeth' Morrison
- 1942 : Cinquième Colonne (Saboteur), d'Alfred Hitchcock : Neilson
- 1942 : Tueur à gages (This Gun for Hire) : Scissor grinder
- 1942 : Tombstone: The Town Too Tough to Die (en) de William C. McGann : Tadpole Foster
- 1942 : La Fille de la forêt (The Forest Rangers) de George Marshall : Terry McCabe
- 1942 : Mrs. Wiggs of the Cabbage Patch (en) de Ralph Murphy : Postman
- 1942 : Jordan le révolté (Lucky Jordan) de Frank Tuttle : Gas station attendant
- 1943 : Lady Bodyguard : Elmer Frawley
- 1943 : Happy Go Lucky : Mr. Smith
- 1943 : Et la vie continue (The Human Comedy) : Henderson (apricots)
- 1943 : Le Cavalier du Kansas (The Kansan) : Clem, the bridge tender
- 1943 : La Loi du Far West (The Woman of the Town) : Buffalo Burns
- 1944 : L'Amazone aux yeux verts (Tall in the Saddle) : Card game spectator
- 1944 : Night Club Girl : Mayer
- 1945 : Grissly's Millions : Old Tom
- 1945 : Captain Eddie : Jabez
- 1946 : Wake Up and Dream : Henry Pecket
- 1946 : Gallant Bess : Smitty
- 1946 : Jody et le Faon (The Yearling) : Pa Forrester
- 1947 : Yankee Fakir : Shaggy Hartley aka The Colonel
- 1947 : The Millerson Case : Sheriff Akers
- 1947 : Le deuil sied à Électre (Mourning Becomes Electra) : Ira Mackel
- 1948 : Relentless : Dad
- 1948 : Texas, Brooklyn and Heaven : Capt. Bjorn
- 1948 : Le Fils du pendu (Moonrise) : Jake
- 1948 : Loaded Pistols (en) de John English : Jim Hedge (prospector)
- 1948 : Visage pâle (The Paleface) : Hank Billings
- 1948 : Le Portrait de Jennie (Portrait of Jennie) : Capt. Cobb
- 1949 : Highway 13 : Bill 'Pops' Lacy
- 1949 : Big Jack de Richard Thorpe : Saltlick Joe
- 1949 : La Chevauchée de l'honneur : Pop Lint
- 1949 : Rim of the Canyon de John English : Loco John
- 1949 : La Belle Aventurière (The Gal Who Took the West) de Frederick De Cordova : Hawley (Old-Timer)
- 1949 : Deputy Marshal : Doc Vinson
- 1949 : Pas de pitié pour les maris (en) (Tell It to the Judge) de Norman Foster : Alonzo K. Roogle
- 1950 : Joe Palooka Meets Humphrey : Mr. Edwards
- 1950 : Harvey : Mr. Herman Schimmelplusser
- 1951 : Silver City Bonanza (en) : Town loafer
- 1951 : Gold Raiders : Doc Mason
- 1951 : Le Cavalier de la mort (Man in the Saddle) : Pay Lankershim
- 1952 : Captive of Billy the Kid : 'Skeeter' Davis
- 1952 : Le Relais de l'or maudit (Hangman's Knot) : Plunkett, the Station agent
- 1953 : Les Massacreurs du Kansas (The Stranger Wore a Gun) : Jim Martin
- 1954 : Hurricane at Pilgrim Hill (en) de Richard L. Bare : Sam 'Bigmouth' Smedley
- 1954 : L'Homme des plaines (The Boy from Oklahoma) : Pop Pruty, Justice of the Peace
- 1955 : Dix hommes à abattre (Ten Wanted Men) : Tod Grinnel
- 1955 : L'Homme du Kentucky (The Kentuckian) : Pilot of the 'River Queen'
- 1955 : The Twinkle in God's Eye : Bit part
- 1956 : Davy Crockett et les Pirates de la rivière (Davy Crockett and the River Pirates) : Cap'n Cobb
- 1958 : La Route du désir (Girl with an Itch) : Gramps